# Лашкул Зінаїда Василівна
Зінаїда Василівна Лашкул (нар. 1 вересня 1919, Жмеринка — пом. 1998, Київ) — український мистецтвознавець; кандидат мистецтвознавства з 1964 року.

## Біографія
Народилася 1 вересня 1919 року у місті Жмеринці (тепер Вінницька область, Україна). 1941 року закінчила Київський університет. З 1944 року в Інституті мистецтвознавства, фольклористики та етнології АН УРСР, у 1966–1974 роках — старший науковий співробітник.
Померла в Києві у 1998 році.

## Праці
Підготувала
- монографії:
  - «Украинский советский плакат в годы Великой Отечественной войны (1941—1945)» (1962);
  - «К. О. Трутовський: Життя і творчість» (1974);
- розділи «Мистецтво в роки Великої Вітчизняної війни» та «Плакат, сатиричний малюнок 1946—1967 рр.» у 6-томному виданні «Історія українського мистецтва» (1968, том 6; здійснила наукові редагування томів 2, 3);

Співавторка коментарів у виданні «Т. Г. Шевченко. Мистецька спадщина. Живопис, графіка» (1961, том 7, книги 1–2; 1963, том 8; 1964, том 10; усі — Київ).
Авторка:
- 9-ти телесценаріїв про українських і російських художників (1954–1958);
- низки статей про українських митців в «Українській радянській енциклопедії» (Київ, 1959–1962) та періодиці, зокрема:
  - «Тарас Шевченко у мистецтві плаката» // «Мистецтво», 1957, № 2;
  - «Історична тематика в творчості І. С. Їжакевича» // «Український історичний журнал», 1964, № 1;
  - «Олівець Шевченка» // «Наука і життя», 1965, № 3;
  - «Матеріали до словника мистецтвознавців УРСР» // «Українське мистецтвознавство», 1970, випуск 4 (у співавторстві).